# Азнакаево
Азнака́ево (тат.  Азнака́й) — город в Республике Татарстан России. Административный центр Азнакаевского района. Образует муниципальное образование город Азнакаево со статусом городского поселения как единственный населённый пункт в его составе. Входит в полицентрическую Альметьевскую (Альметьевско-Бугульминскую) агломерацию.

## Этимология
Предположительно, происхождение названия — по имени первого человека, поселившегося в этих местах. Азнакай — персидско-тюркское имя, образованное путём присоединения к слову «азна» ~ «атна» (в значении «пятница» — священный день у мусульман) уменьшительно-ласкательного аффикса -кай. Антрополексема.
Иные источники утверждают о другом происхождении названия и более раннем периоде основании Азнакаево и датируют его основание XVI веком. Так, в книге академика Бегунова говорится:

…Под прикрытием трёхтысячного булюка Белека, Сын-Саида увела булгарцев к реке Иждарлы (Стярле) в Кичи-Булгартау («Малые Булгарские горы») или «Маленький Урал», (ныне — Бугульминско-Белебеевская возвышенность), возле которой построила город Кичи-Булгар («Маленький Булгар») или Азнакай-Булгар (Азнакаево). Этот город стал вначале новой второй столицей Булгарского царства, а затем и первой <…> Только человек 200 булгарцев остались в Булгаре…
— Сокровища булгарского народа. Выпуск 1. Этногенез. История. Культура. Под редакцией академика Ю. К. Бегунова Санкт-Петербург, 2007

## География
Площадь города 15 км². Расположен в Закамье, на склонах Бугульминско-Белебеевской возвышенности, на берегу реки Стярле (левый приток реки Ик), в 34 км к северу от железнодорожной станции Ютаза, в 376 км от Казани. Рядом с городом находится возвышенность Чатыр-Тау (Шатёр-гора) — одна из наиболее высоких точек республики с её зелёной вершиной и медными рудниками у подножья. По народному поверью, в недрах горы скрыт царь-магнит, а поскольку в ней имеется много серебра, то вода бьющих из её родников якобы целебная, святая. На склонах Шатёр-горы произрастают редкие виды степных растений, занесённые в Красную книгу.

## Население
| 1939    | 1959    | 1970    | 1979    | 1989    | 1992    | 1996    | 1998    | 2000    |
| ------- | ------- | ------- | ------- | ------- | ------- | ------- | ------- | ------- |
| 2700    | ↗11 721 | ↗21 864 | ↗26 721 | ↗32 171 | ↗34 300 | ↗36 400 | ↗36 700 | ↗37 000 |
| 2001    | 2002    | 2003    | 2004    | 2005    | 2006    | 2007    | 2008    | 2009    |
| ↗37 200 | ↘35 412 | ↘35 400 | ↘35 200 | ↘34 775 | ↘34 649 | ↘34 525 | ↘34 500 | ↘34 407 |
| 2010    | 2011    | 2012    | 2013    | 2014    | 2015    | 2016    | 2017    | 2018    |
| ↗34 853 | ↘34 811 | ↘34 594 | ↘34 564 | ↗34 747 | ↘34 720 | ↘34 700 | ↗34 863 | ↗34 896 |
| 2019    | 2020    | 2021    | 2024    |         |         |         |         |         |
| ↘34 587 | ↘34 197 | ↗34 750 | ↘33 905 |         |         |         |         |         |

На 1 января 2025 года по численности населения город находился на 448-м месте из 1124 городов Российской Федерации.

## История
Деревня Азнакаево была основана на рубеже в 1740—1750-х годов. Первое упоминание о ней содержится в материалах второй ревизии (1762 г.).
Население Азнакаево в сословном плане относилось к башкирам, казённым крестьянам и тептярям.
В 1795 году были учтены 24 башкира мужского пола и 324 тептяря, проживавших «по договору с башкирцами Юрмийской волости 1743 года».
В 1834 году зафиксированы 33 башкира-собственника земель в составе 3-й юрты XII башкирского кантона. В 1859 году при 213 дворах были учтены 1 103 казённых крестьянина и башкира.
С 1918 года после провозглашения советской власти на территории района были созданы сельские Советы и волостные исполкомы. В таком состоянии до 1920 года они были в составе Бугульминского уезда Самарской губернии и Мензелинского уезда Уфимской губернии. С 1920 по 1930 годы до образования в августе Тумутукского района они входили в состав Бугульминского кантона. Азнакаевский район образован 20 октября 1931 года. Упразднен 1 февраля 1963 года. Территория передана в состав Альметьевского района. В его составе 7 августа 1963 года образован Азнакаевский промышленный район. Район восстановлен 12 января 1965 года.

## Экономика
Азнакаевская площадь является частью Ромашкинского месторождения нефти. Промышленная нефть получена в октябре 1950 года. Для разбуривания площади 7 августа 1951 года была создана Азнакаевская контора бурения. Плановая добыча началась 20 ноября 1951 года. С этого времени был взят курс на индустриализацию Азнакаевского района.
В связи с этим, экономика в основном связана с нефтедобывающим сектором и сопутствующими предприятиями — бурение и ремонт скважин, монтаж и т. п. Кроме того, в городе присутствуют предприятия машиностроения и металлообработки, пищевая и легкая промышленность.

## Транспорт
Действуют четыре маршрута городского автобуса и шесть пригородных автобусных маршрутов. Курсируют междугородные автобусы Азнакаево — Казань и Азнакаево — Набережные Челны. Железных дорог нет, ближайшая станция «Бугульма» находится в 48 км от центра города . До аэропорта, что так же называется Бугульма, — 41 км.

## Культура
- Центр детского творчества.
- Дворец культуры.
- Кинотеатр «Восток» сети кинотеатров «Премьер-Зал».
- Краеведческий музей.
- Молодёжный центр.

## Спортивные комплексы
- Ледовый дворец спорта «Сокол».
- ДЮСШ «Юбилейный».
- Водно-оздоровительный комплекс «Дельфин».
- Спортивный комплекс «Чатыртау Арена».

## Достопримечательности города
- Вечный огонь на площади Победы.
- Аллея героев.
- Памятник жертвам репрессий.
- Парк им. Р. К. Ишкаева.
- Тарсус-парк в честь г. Тарсус, с которым Азнакаевский район тесно поддерживает побратимские отношения.
- Цветомузыкальный фонтан на площади Татарстана.
- Парк Победы (мкр. Шайхутдинова).
- Парк «Доброты»
- Памятник Матери (ул. Сююмбике)
- Парк Семьи
- Парк молодежи

## Средства массовой информации

### Печатные издания
- Газета «Маяк».
- Газета «Курьер-Татарстан».

### Телевидение
В городе с своё время принимались сигналы федеральных телеканалов: «Первый канал», «Россия-1» / ГТРК Татарстан, «Матч ТВ», «Россия-К», «НТВ», «ТНТ», «СТС», «РЕН ТВ», «Пятый канал», «Домашний», «ТВ Центр»; и татарстанской телекомпании «Татарстан — Новый век».
Сейчас вещает цифровое телевидение.
Татарстанские телекомпании: «Татарстан — Новый век», «Татарстан 24» и местный телеканал «360°-Азнакаево» (являлся партнёром ТНТ до 2021 года, нынешний партнёр — 360°)

## Известные земляки
- Ильяс Дауди —  участник Афганской войны, Герой Российской Федерации.